# HD 98617
HD 98617 eller HR 4385 är en dubbelstjärna i mellersta delen av stjärnbilden Kameleonten. Den har en  skenbar magnitud av ca 6,35 och är mycket svagt synlig för blotta ögat där ljusföroreningar ej förekommer. Baserat på parallax enligt Gaia Data Release 3 på ca 15,8 mas, beräknas den befinna sig på ett avstånd på ca 206 ljusår (ca 63 parsek) från solen. Den rör sig närmare solen med en heliocentrisk radialhastighet på ca -4 km/s. Stjärnans luminositet är minskad med 0,29 magnitud på grund av interstellärt stoft.

## Egenskaper
Primärstjärnan HD 98617 A är en vit till blå jättestjärna av spektralklass A8 IIIm:, som (med viss osäkerhet) anger att den är en Am-stjärna. Renson och Manfroid (2009) listar emellertid stjärnans kemiska specialitet som tveksam. Den har en massa som är ca 1,8 solmassor, en radie som är ca 1,9 solradier och har ca 8,4 gånger solens utstrålning av energi från dess fotosfär vid en effektiv temperatur av ca 7 500 K. Ironiskt nog anger dessa data en stjärna av spektraltyp A i huvudserien istället för en jättestjärna, vilket även Gaia DR3 anger.
Konstellationens natur som dubbelstjärna observerades först i en Hipparcos multiplicitetsundersökning 1991. Tyvärr är stjärnornas nuvarande separation endast sex tiondelar av en bågsekund, vilket gör det svårt att mäta egenskaperna hos de enskilda komponenterna. Ändå har 2018 noterats att följeslagaren av 10:e magnituden ligger med en positionsvinkel på 237°.